# Muro di Huy

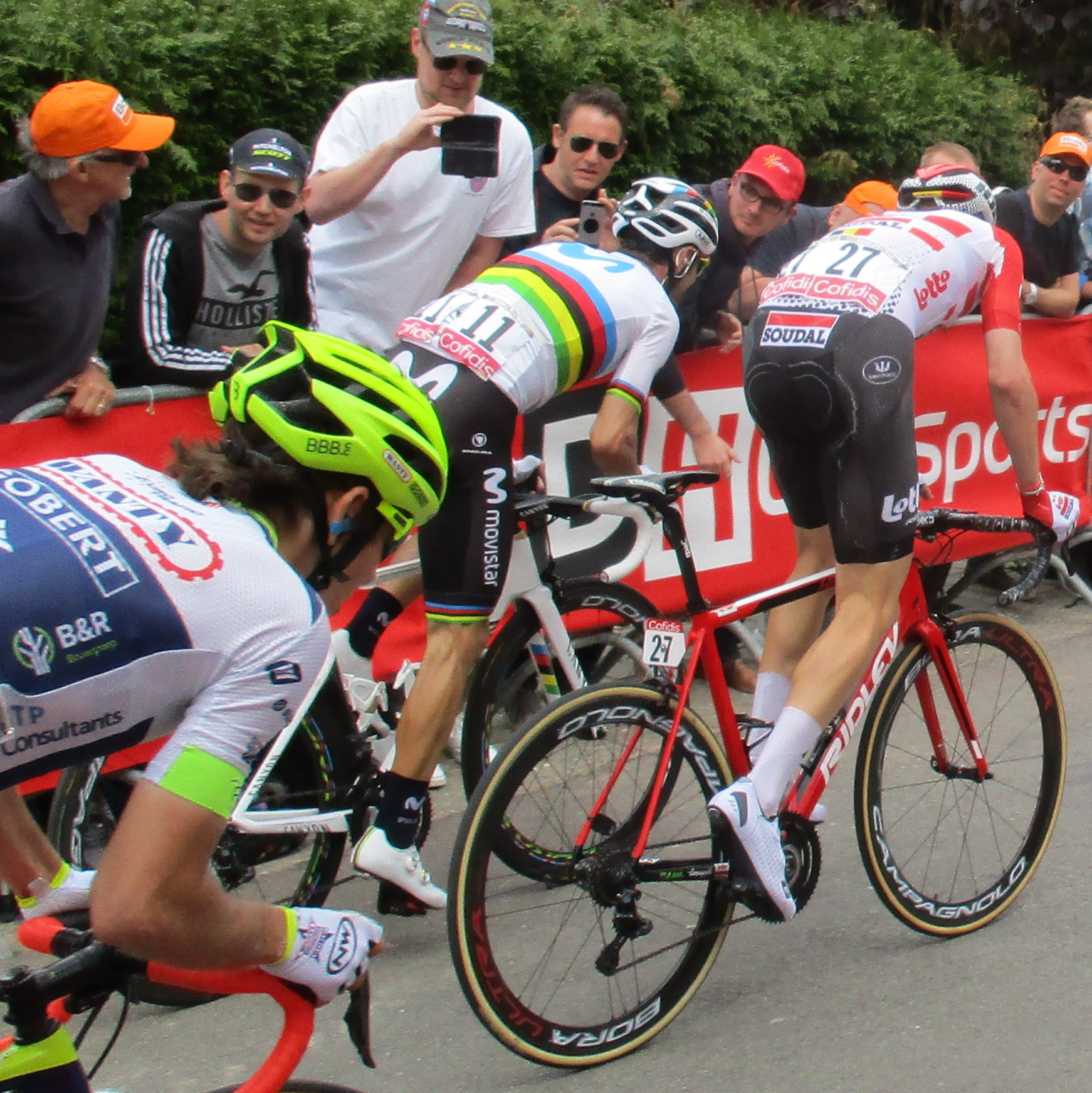
Ciclisti impegnati nella scalata del Muro durante Freccia Vallone 2019

Il muro di Huy si trova in Belgio nella regione della Vallonia, nei pressi di Huy. Noto anche come Chemin des Chapelles per via delle sette cappelle che si trovano lungo il cammino, è una salita relativamente breve, di 1300 metri, ma molto ripida in particolare negli ultimi 800.  
Dal 1985 è la rampa più famosa del ciclismo, da quando il traguardo della Freccia Vallone, corsa classica che si disputa in aprile, è in cima al "muro" (dal 1982 era inserita nel percorso, ma non come traguardo). Ha un dislivello di 128 metri, pendenza media del 9,8% e pendenza massima del 26%. Negli ultimi anni il tracciato affronta il muro di Huy per tre volte nella gara maschile e per due in quella femminile.

## Caratteristiche
- Altitudine: 204 m s.l.m.
- Partenza: Huy (76 m s.l.m.)
- Dislivello: 128 m
- Lunghezza: 1,3 km
- Pendenza media: 9,8 %
- Pendenza massima: 26 %[2]